# 海榄雌
海榄雌（学名：Avicennia marina），又稱海茄苳、白骨壤，为爵床科海榄雌属的植物，曾一度被归入马鞭草科。分布于非洲、澳大利亚、印度、马来西亚、台湾、新西兰、日本南部岛屿以及中国大陆的福建及其以南的沿海地区，福建福清是该物种天然分布的北界，多生于海边或盐沼地带，是红树林的主要组成树种之一，从高潮带到低潮带均有分布，并常常形成纯林，目前尚未由人工引种栽培。

## 形态

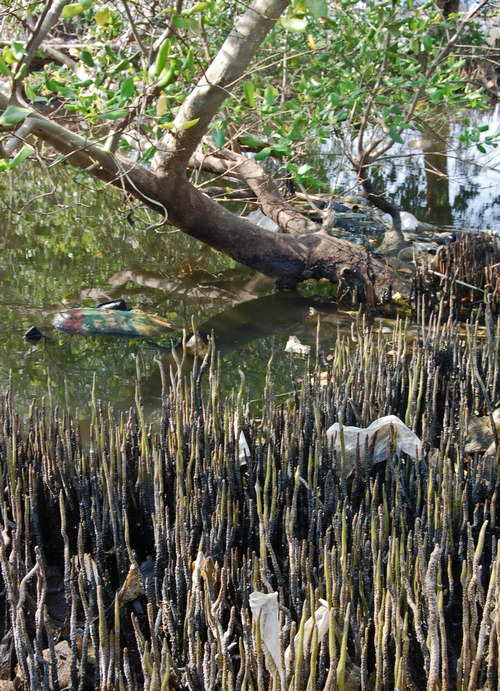
海榄雌下方密集的指状呼吸根

在热带地区，白骨壤主要以灌木或乔木的形式生长，通常可以长到1~14米高，但印度钦奈（纬度12°）的海榄雌可以生长到20至30米高。一般而言，在高盐地区生长的个体往往会比盐度适宜地区生长的个体要矮小，而年均温相对较高的地区要比年均温明显更低的地区出产的个体更加高大。其枝条有隆起条纹，小枝四方形，光滑无毛。叶片近无柄，革质，卵形至倒卵形、椭圆形，长2-7厘米，宽1-3.5厘米，顶端钝圆，基部楔形，表面无毛，有光泽，背面有细短毛，主脉明显，侧脉4-6对。树皮呈灰白色，因此得名白骨壤。
具有气生根，其露出地面的部分会密集地分布在树冠下方，一般高20厘米左右，宽1厘米左右。其气生根发生可分为两个阶段：第一阶段，根系从胚轴底部伸出并经过短暂向下生长后，有部分根发展成水平根，可以在水平方向上伸展出数米远，第二阶段，气生根开始从水平根中分化出来，并垂直向上生长，将其顶端暴露在空气中，营养根也从锚定根和气生根的基部形成的地方生长出来。
开金黄色的小花，聚伞花序紧密成头状，其单朵花大小往往不超过1厘米，并且以三到五个一簇的形式出现，结蒴果，近球形，果实直径约1.5厘米，有毛，成熟后由灰绿色变为黄绿色。

## 生态
由于其适应力广泛，海榄雌是分布得最为广泛的红树林植物之一.

### 适应力
海榄雌是真红树植物当中耐盐性最强植物之一，作为主要的红树林先锋树种，海榄雌常常生长在红树林最靠海的一侧，成年植株甚至能在三倍于正常海水盐度的盐水里生存，由于其较强的耐盐性，海榄雌几乎是红海地区最主要的红树植物。它们通过叶背的腺体排盐等方式来提高自己对高盐生境的耐受力。然而，一定盐度的海水对于海榄雌的生长是有益甚至是必须的，这种植物无法在纯淡水当中长期生长，在盐度过低的水体当中容易生长不良，并呈现出一定的缺盐症状，其幼苗在盐度在0~0.5%的水体中长期栽培会死亡，除此之外，也有人认为海水提供的额外的浮力也是协助海榄雌扩散的一个重要因素。除此之外，海榄雌对于铅、汞等重金属的耐受性也强于其他真红树植物。
海榄雌对基质的适应能力也相当广泛，它的根系发达，对土壤养分吸收力强，相较于其它真红树植物对贫瘠的沙质和沙泥质海滩具有更好的适应力，并常常和红海榄等植物一起在这些地区当中成为优势物种。
这种植物依靠露出地面的气生根来对抗滩涂的缺氧环境，气生根当中的气孔组织中气体通道通过细胞间隙将氧气转运到其他类型的根系，还能储存氧气，大株海榄雌在潮淹状态下还可以进行6个小时左右的有氧呼吸，此外这些根还具有固定植株的作用。
温度是限制该物种分布的一大因素，海榄雌具有一定的抗低温能力，但并不是最耐寒的红树植物，栽培实验表明，海榄雌不耐极端低温，在-4°C处理下全部死亡，在浙江室外无法过冬。

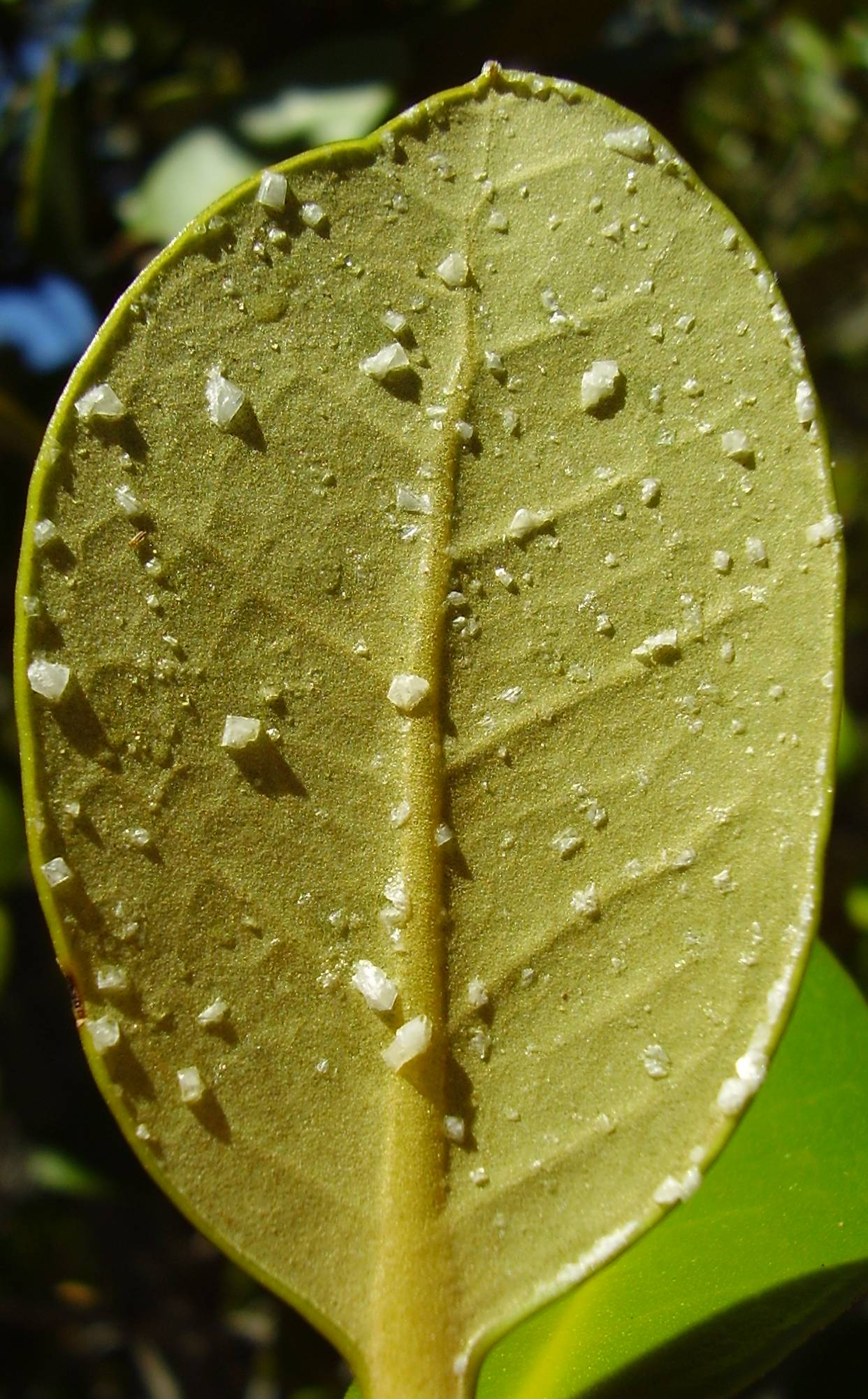
海榄雌通过叶背的盐腺进行泌盐

### 繁殖

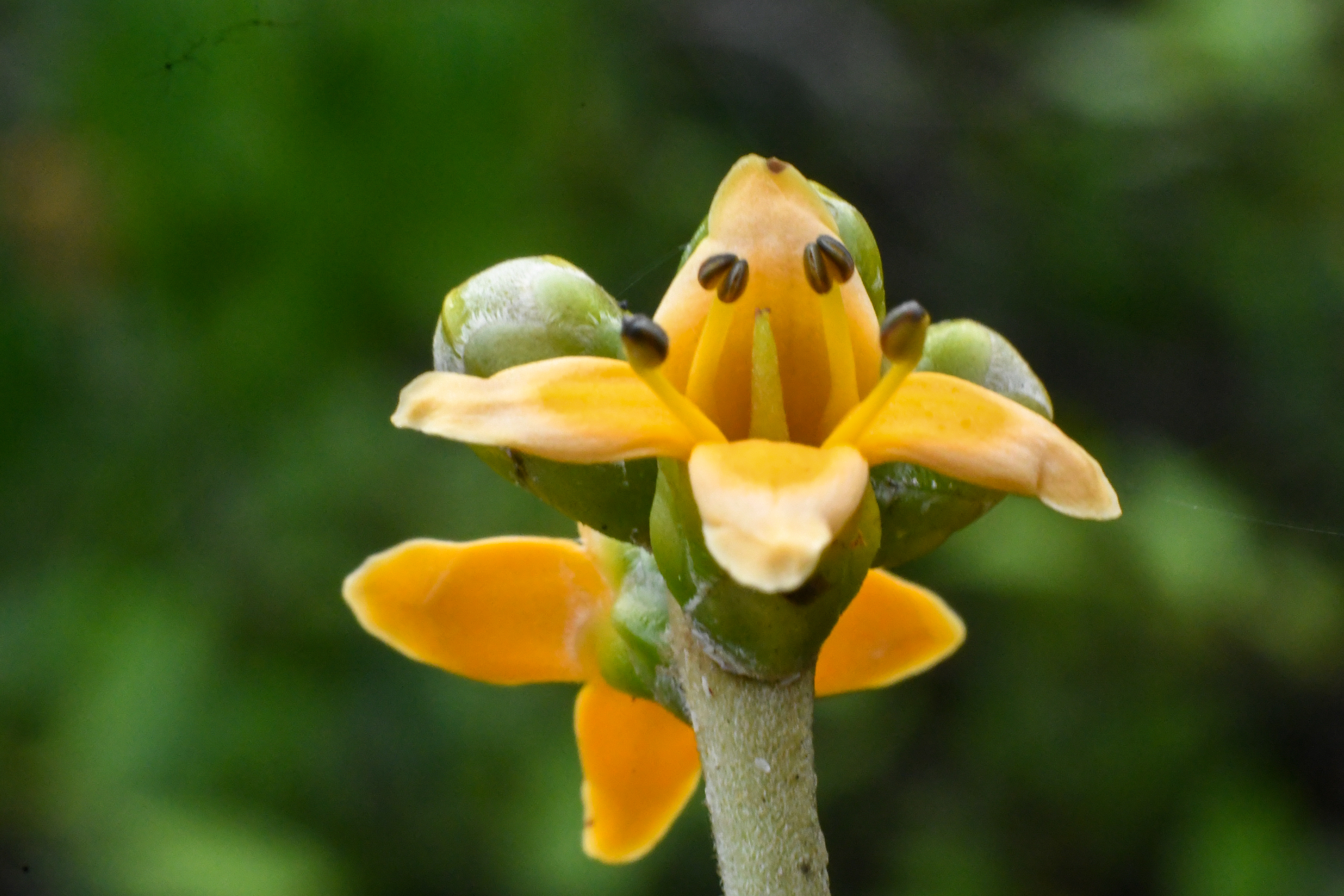
海榄雌的花

海榄雌在3~5岁时就开始繁殖。花期4~8月，果期8~10月，一簇花需要10~30天才能完全开花，在南半球的澳大利亚的悉尼，它们的果实成熟一般在11~12月份。
海榄雌属于隐胎生植物，在从母体分离后没有休眠阶段，并随海水漂浮，利用水来将自己的后代传播到更远的地方，这也是许多生长在水岸的植物所共有的一个特性；一旦脱离果皮并落到合适的地方，海榄雌的幼苗的根系会在几天内迅速生长，但需要几个星期才能彻底扎根。幼苗的初期生长依赖于种子中的储存营养，这个过程一般需要持续5到7个月。

## 亚种
许多植物学家提出了对该物种进行再一步划分，目前已确认有三个亚种和一个变种:
- A. m. subsp. australasica (Walp.) J.Everett
- A. m. subsp. eucalyptifolia (Valeton) J.Everett
- A. m. subsp. marina
- A. m. var. rumphiana (Hallier f.) Bakh., syn. Avicennia lanata Ridl., Avicennia rumphiana Hallier f.

在新西兰，最后一个变种也被描述为Avicennia rumphiana

## 别名
白骨壤、咸水矮让木（广东）、海茄冬、海茄苳（台湾）、台灣黑檀、烏木、台灣柿、榄钱树（广西）、灰红树（英文名直译）。

## 用途

### 造林[16]
海榄雌适应力广，性强健，可以生长在高盐度、高潮位的泥滩上，是优良的滨海景观树种和防护林树种，具有防风消浪、促淤保滩的作用，在伊朗的布什尔省，海榄雌造林成活率最高可达90%以上。

### 食用
果实富含淀粉，可食用，但因其含有单宁酸，虽然含量相较其它真红树植物的叶片较低，但直接吃依然会比较苦涩，将果皮切开，放入锅中炖煮去涩后可食用，如广西北海一带就会食用其果实，当地俗称“榄钱”，在当地还有名为榄钱煲车螺（文蛤）的菜点，其制作用到了榄钱。依民间经验，在泥质海滩上生长的海榄雌果实经过处理后较软且无苦味，在沙质海滩上生长的则略苦并且较硬，除此之外，海榄雌的果实还可以酿酒，或作为动物饲料。

### 医药
海榄雌在某些沿海国家民间常被作为药材使用，其主要药用部位在于其果实、树皮和树叶，波斯民间医学也将海榄雌视为治疗天花的药物。
海榄雌已被提取出多种具有生物活性的物质，显示出一定的抗菌、抗氧化能力。

## 外部參考
- 郑海雷等. . 厦门大学出版社. 2021. ISBN 9787561582701.